# 松戸女子大生殺害放火事件
松戸女子大生殺害放火事件（まつど じょしだいせいさつがいほうかじけん）とは、2009年（平成21年）10月22日に千葉県松戸市松戸のマンション2階で発生した殺人放火事件。

## 概要
2009年10月、千葉県松戸市のマンション2階で火災が発生し、焼け跡からこの部屋に住む千葉大学園芸学部4年の女子大生が全裸のまま遺体で見つかった。司法解剖を行った結果、遺体の左胸付近に深さ11cmの大動脈まで達する刺し傷があったため、殺人事件として千葉県警察は捜査。その結果、事件後に現金自動預け払い機の防犯カメラから女子大生のカードで現金2万円を引き出す男の姿が映っていた。警察はこの男の洗い出しを進め、すでに別の強盗・強姦事件で逮捕されていた住所不定・無職の男が強盗殺人並びに現住建造物放火などの容疑で逮捕された。被告は1984年と2002年にそれぞれ強盗や強姦事件により懲役7年の判決を受けて、2009年9月に刑務所を出所してからわずか1か月半だった。強盗傷害などと合わせて起訴された。
その後、2011年6月の千葉地裁の裁判員裁判にて、千葉県松戸市で被告が被害者のマンション宅に侵入して包丁を突き付けて現金約5000円とキャッシュカードを脅し取り、胸を刺すなどして刺殺した後に証拠隠滅のため22日に火を放ったと認定。争点となった殺意についても強い力で殺意をもって胸を刺したとした。検察側の求刑通り死刑判決が下された。波床昌則裁判長は判決理由について、「犯行態様は執拗で冷酷非情、結果も重大である。出所後も数多くの犯罪を重ねており、被告の更生の可能性は著しく低い。また、（弁護側の死刑回避の主張に対して）死亡した被害者が1人であっても、極刑を回避する決定的な理由にならない」とした。また、被告が「命を以て償いたい」と話していたにもかかわらず、証言が証拠と食い違い真実が述べられておらず反省が認められないとも述べた。2009年から始まった日本の裁判員裁判において、殺人の前科のない被告に対して1名の殺害で死刑判決が出されたのは初めてであり、「永山基準」などの通説にとらわれない市民感覚を反映した格好となった。
村井宏彰主任弁護人などの弁護側は死刑判決を不服として即日控訴した。2013年10月8日、東京高等裁判所で一審が破棄され、無期懲役の判決が下された。これについて村瀬均裁判長は「計画性が無く、1人殺害の強盗殺人事件で死刑となった例が無い」との判断を示した。裁判員裁判の死刑判決が控訴審で破棄されたのは2例目となる。検察と弁護側双方が上告するも、2015年2月3日に上告棄却により無期懲役判決が確定した。同日には本件と別の事件1件の無期懲役判決も確定している。

## 報道
被害者の女子大生は水商売のアルバイトをしていた。これが影響してか、「夢は農家・夜はキャバ嬢・千葉大生2つの顔」（週刊文春）や「彼と別れたばかりで殺された美人女子大生。キャバクラ勤めの稼ぎ方」（週刊新潮）など、週刊誌で被害者はあまりいいように扱われなかった。また、元警察幹部は週刊誌の取材で「被害者が全裸で抵抗した形跡も無く、遺体には布団がかけられていた。さらに放火などという作業もしており、男女のもつれによる顔見知りの犯行」などと答えて、捜査を混乱させた。実際には被害女性と犯人の間に面識は無く、犯人による流しの犯行であった。

## 犯人と被害者
犯人は鹿児島県出身で、中学卒業後に大阪府など各地を転々とした。職業も宅配・長距離トラック運転手、建築作業員、パン屋住み込み従業員などを転々としている。妻子もいるとされ、犯人を知る人たちは、「自治会の役員になったまじめな人」と語っている。
初犯は2002年4月、神奈川県海老名市のアパートで20歳前後の女性宅に侵入し、女性に怪我をさせて現金などを奪って逮捕された事件であるとされる。これが原因で妻子から縁を切られて網走刑務所に7年間服役した。松戸事件の1ヶ月前に出所したが、定職も金も無く、生活に困窮していた犯人は千葉県内で盗みを繰り返していたという。ところが警察の調べで、生活費に困っていたはずなのに上野などで豪遊する犯人の姿も目撃されており、窃盗で得た金で豪遊していたのではないかとされる。松戸事件ではベランダを伝って2階の被害者宅に侵入。犯行に及んだ。
犯人には出所後に起こした窃盗及び女性を狙った強盗強姦の余罪が合計で11件もあり、裁判ではこれら（特に強盗強姦の5件）も一括で審理された。また、松戸事件で被害者の手足をストッキングで縛ったり、遺体に布団をかけて放火するなどの手口は1996年の柴又女子大生放火殺人事件と手口が酷似しており、この件も警察の追及を受けている。
被害女性は兵庫県出身で高校時代も陸上部の主将、3年の運動会で応援団長を務めるなど、明るく活発な人物だったという。また、大学卒業後は教員になるべく、試験に向けて勉強を重ねていた最中だった。